# Немања Којић Којот
Немања Којић (Београд, 17. децембар 1975), познат и по свом сценском имену Hornsman Coyote (или само Којот), српски је реге музичар.

## Живот
Рођен је и живи у Београду. Син је Боривоја Којића, српског уметника.

## Музика
Свирачки разноврстан, пре свега на тромбону и гитари, Којот је од почетка каријере свирао у великом броју бендова различитих жанрова: Del Arno Band, Саншајн, Dead Ideas, итд.
1994. оснива свој бенд, Ајсберн. Бенд је трајао до 2017. и за то време издао пет студијских албума један мини албум и једну даб колаборацију. Заједно са бендом своје албуме је промовисао на Егзиту и многим фестивалима широм света. Током 2003. Ајсберн снима песму са Макс Кавалериним бендом Соулфлај, песму "Мојсије" која 2004. излази на Соулфлајевом четвртом албуму "Пророчанство". Ајсберн, позван од стране Макса, прати Соулфлај на Европској турнеји промоције албума. Током које Којот снима нову песму са Соулфлајем "Унутрашњи Дух" која ће се 2005. наћи на Соулфлајевом албуму "Мрачна Времена". Којот све време паралелно наступа и снима Реге и Даб са највећим светским именима у поменутим жанровима. Након распада Ајсберна оснива нови Рок бенд Ремеди, са којим наставља Рок део своје каријере, а Реге наставља са бендом Соулкрафт, као и соло извођач.